# Stabroek
Stabroek là một đô thị ở tỉnh Antwerp. Đô thị này gồm các thị trấn Hoevenen và Stabroek. Thời điểm 31 tháng 12 năm 2006 Stabroek có dân số 17.618 người. Tổng diện tích là 21,51 km² với mật độ dân số là 818 người trên mỗi km². Năm 2008 Stabroek kỷ niệm 750 thành lập.